# Каспийский улар
Каспийский улар, или каспийская горная индейка (лат. Tetraogallus caspius) — птица отряда курообразные, семейства Фазановые. Вид занесён в Красную книгу.
- Подвиды каспийского улара[2]:
  - Армянский каспийский улар (Tetraogallus caspius tauricus)[3]
  - Южнокаспийский улар (Tetraogallus caspius caspius, Tetraogallus transcaspius)[4]
  - Tetraogallus caspius semenowtianschanskii

## Описание
По внешнему виду схож с другими видами уларов. Обитает в высокогорьях, чаще всего стайками. Часто перекликаются. При опасности бегут вверх по склону или прячутся. Бегают легко и быстро. Вспугнутые птицы взлетают с криком и всегда облетают гору. Летают хорошо, могут долго планировать.

### Окраска
Окрас у самцов и самок одинаковый. Верх головы и зашеек, уздечка, щеки и бока шеи — серые. От заушной области на бока шеи протянута широкая белая полоса. Подбородок каспийского улара и горло белые. Передняя часть спины покрыта серыми перьями с охристым оттенком. Оставшаяся часть спины и верхняя часть крыльев темно-серые с мелким струйчатым рисунком. Первостепенные и второстепенные маховые белые, с темно-бурыми окончаниями. Зоб и передняя часть груди голубовато-серые со слабым охристым налетом. Грудь и брюхо серые. Каспийский улар сливается с окружающим фоном, и поэтому бегущие и сидящие птицы малозаметны.

## Места обитания

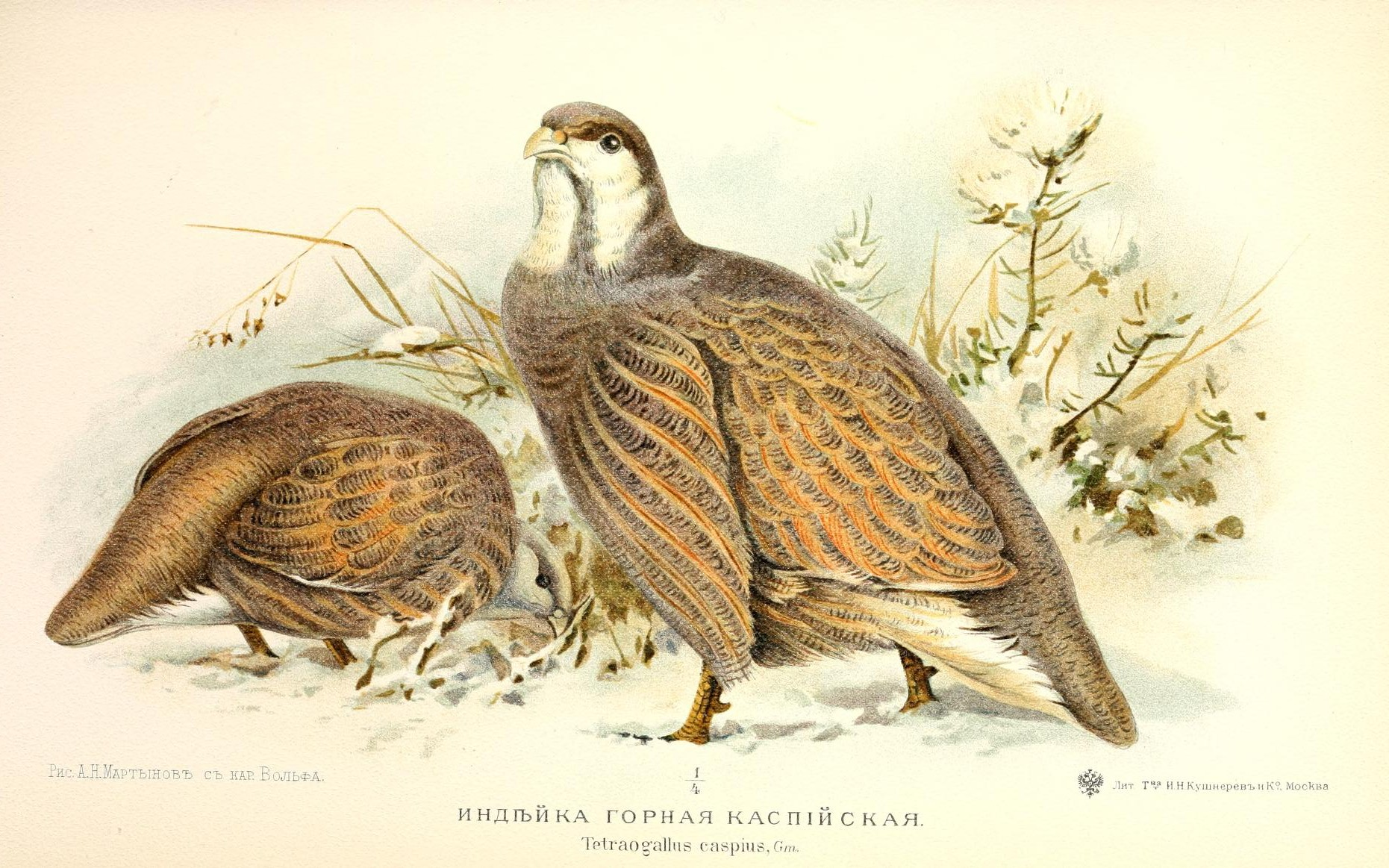
Каспийский улар, рис. А. Н. Мартынова

Обитает каспийский улар в горах Малой Азии (от Тавра до Армянского нагорья, Малого Кавказа и Ирана. На восток проникал в Копетдаг). На данный момент численность и ареал каспийского улара продолжает быстро сокращаться. В вышеуказанном ареале встречается разбросанно. В основном встречается на крутых склонах в ущельях альпийской и субальпийской зон на высоте от 2400 м до 4000 м над уровнем моря. При сезонных миграциях птицы спускаются до верхней границы лесов. Места обитания улара постепенно деградируют под влиянием выпаса овец.

## Численность
Численность Каспийского улара в природе быстро сокращается. Летом 1964 года в Закавказье насчитывалось менее 850 особей. Некоторые популяции стоят на грани вымирания. Это связано с браконьерством, интенсивным выпасом овец и большой численностью наземных хищников (лисица, каменная куница). Экология каспийского улара мало изучена.
В кладке обычно 6—9, иногда количество достигает 12-ти яиц. Соотношение полов в популяциях неравное: самцов больше чем самок в 7—8 раз. Часто кладка и насиживающая самка гибнут от лисицы и каменной куницы. Каспийский улар в основном ведёт оседлый образ жизни, перелётов не совершает.

## Интересные факты
Изображение каспийского улара нанесено на серебряную Туркменскую монету достоинством 500 манат.

## Охрана
Каспийский улар внесён в Красную книгу. Вид охраняется, его добыча запрещена.